# هربرت ماريون
هربرت جيمس مريون، حاصل على رتبة الامبراطورية البريطانية، (9 مارس 1874 يوليو 1965) كان نحاتًا إنجليزيًا، وصائغًا، وعالم آثار. مارس ماريون ودرست النحت حتى تقاعده في عام 1939، ثم عمل كمحافظ ترميم في المتحف البريطانساتون هووي من عام 1944 إلى عام 1961. اشتهر بعمله في دفن سفينة ساتون هوو، مما أدى إلى تعيينه كضابط في وسام الإمبراطورية البريطانية.

## نبذة
بحلول منتصف العشرينات من عمره، التحق ماريون بثلاث مدارس فنية، وتدرب في صياغة الفضة مع سي آر أشبي وعمل في ورشة هنري ويلسون. من عام 1900 إلى عام 1904 شغل منصب مدير مدرسة كيسويك للفنون الصناعية، حيث صمم العديد من أعمال الفنون والحرف اليدوية. بعد انتقاله إلى جامعة ريدينغ ثم جامعة دورهام، قام بتدريس النحت والأعمال المعدنية والنمذجة والصب والتشريح حتى عام 1939. كما قام بتصميم النصب التذكاري لجامعة ريدنج للحرب، من بين لجان أخرى. نشرت ماريون كتابين أثناء التدريس، بما في ذلك الأعمال المعدنية والمينا والعديد من المقالات الأخرى. قاد بالعديد من الحفريات الأثرية بشكل متكرر، وفي عام 1935 اكتشف واحدة من أقدم الحلي الذهبية المعروفة في بريطانيا أثناء التنقيب في كيرخاو كيرنز.